# Mustafa Etoğlu
Mustafa Etoğlu (* 22. April 1995 in Gaziantep) ist ein türkischer Fußballspieler in Diensten von Gaziantep Büyükşehir Belediyespor.

## Karriere

### Vereinskarriere
Etoğlu begann mit dem Vereinsfußball in der Jugend von Gaziantep Büyükşehir Belediyespor und spielte hier sechs Spielzeiten lang ausschließlich für die Jugend- bzw. später für die Reservemannschaft. 2010 erhielt er einen Profivertrag und wurde in den Profikader involviert. Sein Debüt machte er am 15. Mai 2011 im Ligaspiel gegen Diyarbakırspor. Im Dezember 2014 wurde sein noch bis 2016 gültiger Vertrag nach gegenseitigem Einvernehme vorzeitig aufgelöst.